# Vårdsbergs kyrkokör och hembygdskör
Vårdsbergs kyrkokör och hembygdskör var en blandad kör och kyrkokör i Vårdsbergs församling, Linköping som bildades på 1920-talet.

## Historik
Vårdsbergs kyrkokör och hembygdskör bildades på 1920-talet då Vårdsbergs kyrkokör och Vårdsbergs hembygdskör slogs samman. Dirigent för den nybildade kören blev kantor Julius Fredriksson som tidigare hade varit dirigent för Vårdsbergs hembygdskör. 1944 anslöts kören till Sveriges Kyrkosångsförbund och Kontraktskören i Domprosteriet, Linköpings stift. Kören har även medverkat tillsammans Landeryds hembygdskör vid valborgsmässofirande.